# DataverseNL
DataverseNL is een netwerk van data-bewaarplaatsen (repositories) dat gebruikmaakt van de Dataverse-software ontwikkeld door de Harvard-universiteit (VS). Het platform wordt wereldwijd gebruikt en het beheer wordt gedaan door DANS (Data Archiving and Networked Services).
Met DataverseNL kunnen onderzoekers hun onderzoeksgegevens online opslaan, delen en registreren, gedurende de onderzoeksperiode tot aan de wettelijk voorgeschreven termijn van tien jaar na de voltooiing ervan. DataverseNL wordt gezamenlijk aangeboden door de deelnemende instellingen en DANS. Sinds 2014 beheert DANS het netwerk; het beheer van de data in de lokale repositories ligt in handen van de instellingen.
Er bestaan alternatieven voor Dataverse als Zenodo en Figshare.

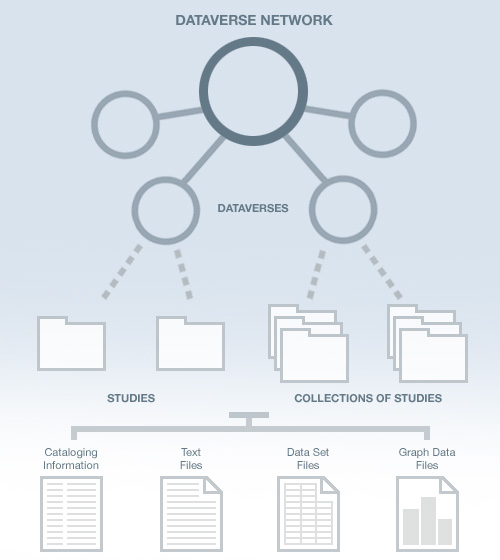
Schema van het Dataverse Netwerk.

## Deelnemende instellingen
- Avans Hogeschool
- Eindhoven University of Technology (4TU.Centre for Research Data)
- Erasmus Universiteit Rotterdam
- Delft University of Technology (4TU.Centre for Research Data)
- Hogeschool Windesheim
- Maastricht University
- NIOO-KNAW (Nederlands Instituut voor Ecologie)
- Protestantse Theologische Universiteit (PThU)
- Tilburg University
- Rijksuniversiteit Groningen
- Universiteit Twente (4TU.Centre for Research Data)
- Utrecht University
- Vrije Universiteit Amsterdam